# رنه مارسیلیا
رنه مارسیلیا (فرانسوی: René Marsiglia‎; ۱۷ سپتامبر ۱۹۵۹ – ۲۵ سپتامبر ۲۰۱۶) مربی فوتبال اهل فرانسه بود.
از باشگاه‌هایی که در آن بازی کرده‌است می‌توان به لن، لیل، و نیس اشاره کرد.